# Tournoi pré-olympique masculin de la CONCACAF 2020
Navigation
Rio de Janeiro 2016
Le Tournoi pré-olympique de la CONCACAF 2021 est la quinzième et dernière édition du Tournoi pré-olympique de la CONCACAF, qui met aux prises huit sélections de football d'Amérique du Nord, d'Amérique centrale et des Caraïbes affiliées à la CONCACAF. La compétition se déroule au Mexique, pour une troisième fois après les éditions 1964 et 2004, du 18 au 30 mars 2021.
Le Mexique remporte le tournoi et se qualifie pour les Jeux olympiques de Tokyo pour une troisième fois consécutive tandis que le Honduras s'assure une présence continue depuis 2008.

## Villes et stades
Toutes les rencontres se jouent dans l'aire métropolitaine de Guadalajara.
| \| Guadalajara Zapopan \| |                     |                  |
| \| Guadalajara Zapopan \| | Guadalajara         | Zapopan          |
| ------------------------- | ------------------- | ---------------- |
| \| Guadalajara Zapopan \| | Stade Jalisco       | Estadio Akron    |
| \| Guadalajara Zapopan \| | Capacité: 55 110    | Capacité: 49 850 |
| \| Guadalajara Zapopan \| |                     |                  |
| \| Guadalajara Zapopan \| | Guadalajara Zapopan |                  |

## Nations participantes
Les trois nations nord-américaines, à savoir le Mexique, les États-Unis et le Canada, sont automatiquement qualifiées. Les sélections centraméricaines se qualifient aux moyens de barrages entre les six équipes participantes (le Belize ne s'inscrivant pas) pour déterminer les trois participants au tournoi. Dans la zone caribéenne, treize nations jouent les éliminatoires pour les deux dernières places.
| Zone  | Pays                   | Qualification                  | Participations | Meilleur résultat                                          | Dernière participation | Participation aux Jeux olympiques (dernière participation) |
| ----- | ---------------------- | ------------------------------ | -------------- | ---------------------------------------------------------- | ---------------------- | ---------------------------------------------------------- |
| NAFU  | Canada                 | Automatique                    | +9,            | Finaliste (2) · 1984, 1996                                 | 2015                   | +3, (1984)                                                 |
| NAFU  | États-Unis             | Automatique                    | +11,           | Vainqueur (2) · 1988 et 1992                               | 2015                   | +14, (2008)                                                |
| NAFU  | Mexique                | Automatique                    | +12,           | Vainqueur (7) · 1964, 1972, 1976, 1996, 2004, 2012 et 2015 | 2015                   | +11, (2016)                                                |
| UNCAF | Costa Rica             | Vainqueur des barrages de zone | +7,            | Vainqueur (2) · 1980 et 1984                               | 2015                   | +3, (2004)                                                 |
| UNCAF | Salvador               | Vainqueur des barrages de zone | +5,            | Tour final (1) 1968                                        | 2012                   | +1, (1968)                                                 |
| UNCAF | Honduras               | Vainqueur des barrages de zone | +7,            | Vainqueur (2) · 2000 et 2008                               | 2015                   | +4, (2016)                                                 |
| CFU   | République dominicaine | Vainqueur des barrages de zone | +1,            | Première participation                                     | Première participation | +0,                                                        |
| CFU   | Haïti                  | Vainqueur des barrages de zone | +3,            | Phase de groupes (2) 2008 et 2015                          | 2015                   | +0,                                                        |

## Compétition

### Tirage au sort
Le tirage au sort de la phase finale du tournoi pré-olympique de la CONCACAF a lieu le 9 janvier 2020 à l'Estadio Akron de Zapopan,.
Les sélections sont réparties en deux groupes de quatre équipes et pour ce tirage, quatre chapeaux sont mis en place. Le Mexique, nation hôte se voit attribuer le groupe A et le Honduras, meilleure nation sur les dernières éditions, le groupe B. Le deuxième chapeau regroupe le Canada et les États-Unis, les deux autres sélections nord-américaines. Le troisième chapeau rassemble les deux nations centraméricaines restantes (Costa Rica et Salvador) tandis que l'ultime chapeau est composé des deux sélections caribéennes (République dominicaine et Haïti).
| Chapeau 1 | Chapeau 2  | Chapeau 3  | Chapeau 4              |
| --------- | ---------- | ---------- | ---------------------- |
| Mexique   | Canada     | Costa Rica | République dominicaine |
| Honduras  | États-Unis | Salvador   | Haïti                  |

| Groupe A               | Groupe B |
| ---------------------- | -------- |
| Mexique                | Honduras |
| États-Unis             | Canada   |
| Costa Rica             | Salvador |
| République dominicaine | Haïti    |

### Règlement
Le règlement est celui de la CONCACAF relatif à cette compétition, des éliminatoires à la phase finale :
- une victoire compte pour 3 points ;
- un match nul compte pour 1 point ;
- une défaite compte pour 0 point.

Le classement des équipes est établi grâce aux critères suivants :
1. Plus grand nombre de points obtenus dans tous les matchs du groupe ;
2. Meilleure différence de buts dans tous les matchs du groupe ;
3. Plus grand nombre de buts marqués dans tous les matchs du groupe ;
4. Plus grand nombre de points obtenus entre les équipes à égalité ;
5. Meilleure différence de buts dans tous les matchs du groupe entre les équipes à égalité ;
6. Plus grand nombre de buts marqués dans tous les matchs du groupe entre les équipes à égalité ;
7. Classement du fair-play dans tous les matchs du groupe, en appliquant le barème suivant :
  - Un carton jaune compte pour -1 point ;
  - Un second carton jaune dans le même match pour un même joueur compte pour -3 points ;
  - Un carton rouge direct compte pour -4 points ;
8. Tirage au sort.

- Les deux premiers de chaque groupe sont qualifiés pour les demi-finales où le premier d'un groupe affronte le deuxième de l'autre.
- Les finalistes sont qualifiés pour les Jeux olympiques 2020 .

Toutes les rencontres sont jouées en UTC-6.